# Ksenofon Kutsiumbas
Ksenofon Kutsiumbas (gr. Ξενοφών Κουτσιούμπας; ur. 1 maja 1980) – grecki zapaśnik walczący w stylu klasycznym. Olimpijczyk z Aten 2004, gdzie zajął siódme miejsce w kategorii 120 kg.
Sześciokrotny uczestnik mistrzostw świata; brązowy medalista w 2001; czwarty w 2002 i piąty w 2003. Trzeci na mistrzostwach Europy w 2003 a piąty w 2005. Mistrz igrzysk śródziemnomorskich w 2005, srebrny medalista w 2001 i pierwszy w mistrzostwach śródziemnomorskich w 2011. Trzeci na igrzyskach wojskowych w 2007. Wojskowy mistrz świata z 2002 i trzeci w 2003. Zdobył srebrny w 1999 i brązowy medal w 2000 na MŚ juniorów.
Jest bratem Jeorjosa Kutsiumbasa, zapaśnika i olimpijczyka z tych samych igrzysk.
- Turniej w Atenach 2004

Wygrał z Gruzinem Mirianem Giorgadze i Szwedem Eddy Bengtssonem a przegrał z Kazachem Gieorgijem Curcumią.